# Lepidonia corae
Lepidonia corae là một loài thực vật có hoa trong họ Cúc. Loài này được (Standl. & Steyerm.) H.Rob. & V.A.Funk mô tả khoa học đầu tiên năm 1987.